# Inintimajos
Inintimajos lub Inintimeos, właśc. Tyberiusz Juliusz Inintimajos Filokajsar Filoromajos Eusebes (gr.: Τιβέριος Ἰούλιος Iνινθιμηος Φιλόκαισαρ Φιλορώμαίος Eυσεbής, Tibérios Ioúlios Ininthimēos Filókaisar Filorṓmaíos Eusebḗs) (zm. 239) – król Bosporu z dynastii Asandrydów od 234 do swej śmierci. Prawdopodobnie młodszy syn króla Bosporu Tyberiusza Juliusza Sauromatesa III Filokajsara Filoromajosa Eusebesa i nieznanej z imienia królowej.
Inintimajos prawdopodobnie odziedziczył imię po przodkach ze strony matki. Ze strony ojca miał perskiego, greckiego, rzymskiego, trackiego oraz prawdopodobnie sarmackiego pochodzenia. Jego ojciec bowiem miał przodków z dynastii Mitrydatydów, Seleucydów, Antypatrydów, Antygonidów, trackiej sapejskiej, rzymskiego rodu Antoniuszów. Przez triumwira rzymskiego Marka Antoniusza, Sauromates III był spokrewniony z różnymi członkami dynastii julijsko-klaudyjskiej, pierwszej dynastii rządzącej Imperium Romanum.
W 234 r. Inintimajos, po śmierci zapewne stryja Tyberiusza Juliusza Kotysa III Filokajsara Filoromajosa Eusebesa, wstąpił na tron bosporański razem z Tyberiuszem Juliuszem Reskuporisem III, prawdopodobnie swym starszym bratem. Współrządził z nim do jego śmierci w 235 r. Od tego czasu był samodzielnym królem. Jego królewski tytuł na zachowanych monetach w języku greckim brzmi BACIΛΕѠC ININΘIMHYOY („[Moneta] króla Inintimajosa”). Inintimajos był współczesny panowaniu cesarzy rzymskich Aleksandra Sewera, Maksymina Traka oraz okresowi sześciu cesarzy. Po śmierci Kotysa III, zaprzestano wybijania złotych monet. Odtąd monety wybijano tylko z brązu lub srebra.
Na podstawie przedstawień na zachowanych monetach, Inintimajos wydawał się być osobą religijną, która była zaangażowana w oddawaniu czci bogini Afrodyty i jej kultu. On także umieszczał na innych monetach boginię Astarte. Podczas jego panowania doszło do najazdu Gotów, którzy tworzyli wielki nacisk na królestwo bosporańskie. Ininthimeus poślubił nieznaną z imienia kobietę. Z tego małżeństwa miał prawdopodobnie jednego syna Tyberiusza Juliusza Reskuporisa V, przyszłego króla bosporańskiego. Dał mu imię na cześć dziadka i brata.